# Wajmies
Wajmies (ros. Ваймес) – osiedle w Rosji, w Republice Komi, w rejonie priłuzskim. W 2010 liczyło 252 mieszkańców.